# Mănăstirea Țigănești (Republica Moldova)
Mănăstirea Țigănești este o mănăstire de călugări din Republica Moldova.

## Istoric
Mănăstirea Țigănești a fost întemeiată, pe la 1725, de boierul Lupu Dencu și de răzeși din comuna Cobalca (acum Codreanca), care au construit o biserică de lemn, pentru a-i ascunde pe creștinii din apropiere de invaziile tătarilor.
În 1846, pe locul bisericii de lemn cu hramul Adormirea Maicii Domnului a fost construită una de piatră, sub cârmuirea egumenului ieromonah Victor, cu bani adunați de la creștini. A doua biserică, cu hramul Sfântul Nicolae, a fost construită în 1840, în stil moldovenesc, cu ajutorul unor creștini și în mare parte din banii donați de un negustor din Chișinău.
Întâiul stareț al mănăstirii Țigănești a fost ieromonahul Samuil. El a lăsat călugarilor o diată cu iscălitura lui, în care menționează unde e hotarul moșiei, cum l-au prins tătarii și i-au luat documentele și lucrurile mănăstirești. Nu se cunoaște perioada în care a stărețit el. De asemenea, nu se știe cine a stărețit în anul 1800.
Ieromonahul Tarasie a stărețit în anii 1800-1804.Pe la 1803 apărut un conflict între proprietarul Roset și călugări în privința moșiei mănăstirii.
Ieromonahul Teodosie a stărețit în perioada 1804-1806 .
Ieromonanul Macarie a stărețit între anii 1806-1816.El a pornit un process de judecată cu medelnicerul Lupu Roset, pentru moșia mănăstirii.
Ieromonahul Arsenie, 1816-1829.
Ieromonahul Daniil, 1829-1835.
Ieromonahul Martirie a stărețit între anii1835-1840.În vremea lui s-a încheiat procesul de judecată pentru pământ. Moșia a fost câștigată de Lupu Roset, iar mănăstirea a rămas numai cu 48 desetine și 1.220 stânjeni de pământ.
Egumen Irinei, 1840-1844.
Egumen Victor a stărețit în anii 1844-1853. În această perioadă a început înălțarea bisericii de piatră cu hramul ,,Adormirii Maicii Domnului” în anul 1846.
Ieromunahul Agatanghel, 1853-1859. În vremea lui s-a încheiat construcția bisericii.
Ieromonahul Vladimir, 1859.
Egumenul Ghedeon a stărețit între anii 1860-1872. În vremea lui, Hristofor Carandje Iscrov și cu alți ctitori au construit biserica de iarnă cu hramul ,,Sf. Ierarh Nicolae” și stăreția la anul 1868. Tot atunci Catrina Petceva din Chișinău a dăruit în anul 1860 mănăstirii o casă în orașul Chișinău, pe str. Armenească nr.13.
Ieromonahul Sinisie, a fost stareț între anii 1873-1875, precum și în perioada 1879-1880. În anul 1879, mănăstirii i-a fost dăruit un loc de 35 desetine de pământ de răzeșul Ion Brâncă din satul Hârtopul Mare.
Egumenul Augustin,1875-1879.
Egumenul Ioanichie, a stărețit în perioada 1880-1884. În timpul stăreției sale, a fost zidit corpul de chili de piatră, cu trapeză și bucătarie.
Egumenul Isaia, 1884-1886.
Ieromonahul Teodorit, a stărețit în perioada 1886-1896. Mănăstirea dispunea de o bibliotecă în cărți românești și rusești.În timpul cârmuirii lui a fost zidit corpul de chilii de piatră în apropierea porții. Averea mănăstirii era constituită din 50 desetine de pămănt, 3 mori de apa, livezi și vii.
Ieromonahul Sevastian fiu de dascăl, a cârmuit mănăstirea între anii 1892-1894. În această perioadă Grigore Vitu din satul Țigănești a dăruit mănăstirii în anul 1893 un loc de pământ arabil.
Egumenul Ioan, 1894-1897.
Ieromonahul Macarie, 1897-1898.
Arhimandritul Antim, 1898-1900.
Egumenul Sinesie, a stărețit între anii 1900-1909. În timpul lui a fost zidit corpul cel mare de case de piatră. A fost cumpărată o vie de 3 desetine pe moșia Țigănești. În 1903 Sava Bărbuță și Simeon Garnati din s. Țigănești au dăruit mănăstirii un lot de pământ arabil. De asemenea, în 1908, Teodor Țaca la fel a dăruit sfântului locaș un lot de pământ.
Egumenul Teodosie, a stărețit în perioada 1909-1912. Prin stăruința lui au fost cumpărate 12 desetine de pădure și s-a construit un corp de case pentru pelerini (arhondaric).
Ieromonahul Agatanghel, 1912-1916. În această perioadă mănăstirea a primit 12desetine de pădure de le Vasile Bodi, avocat din Chișinău.
Ieromonahul Augustin, a fost stareț al mănăstirii 1916-1918.
Ieromonahul Achepsim, a fost rânduit stareț în anul 1918-1920.
Următorul stareț al acestei mănăstirii a fost protesinghelul Dosiftei Vârlanu, care a fost numit în această funcție, probabil în anii 1920-1921.
Despre situația mănăstirii în anii 1924-1936 nu avem deocamdată înformații suficiente.
Arhimandritul Ioachim Burlea din localitatea Bravicea a fost numit stareț al mănăstirii după 1940.
În timpul celui de-al II-lea război mondial, aici au fost înmormântați sute de ostași căzuți pe câmpul de luptă – români, nemți și ruși.
După război, autoritățile au încercat de câteva ori să închidă mănăstirea. Prima încercare de a pune capăt vieții monahale a avut loc în anul 1945, pe când era staret Ioachim Burlea, au sosit la mănăstire un căpitan și câțiva militari. Starețul i-a primit cum se cuvine. Se zice că văzând viața de obște a călugărilor și munca lor, militarii au lăsat mănăstirea în pace.
Dar, în 1959, autoritățile locale, i-au trimis pe frații de ascultare pe la casele lor, iar peste un an au fost prigoniți și călugării. Starețul Ioachim a fost trimis cu sila, și ieșind ultimul în genunchi până la poarta mănăstirii blestemând regimul comunist și ducându-se în satul natal Bravicea. Toate icoanele și cărțile bisericești, sub pretextul că sunt duse la Hârbovăț, au fost arse. Cimitirul mănăstirii a fost nivelat. A dispărut și Cărarea Maicilor, drumul ce unea sfântul locaș cu mănăstirea de maici din Tabăra. Aceste două mănăstiri făceau schimb de mărfuri, își acordau ajutor la nevoie.

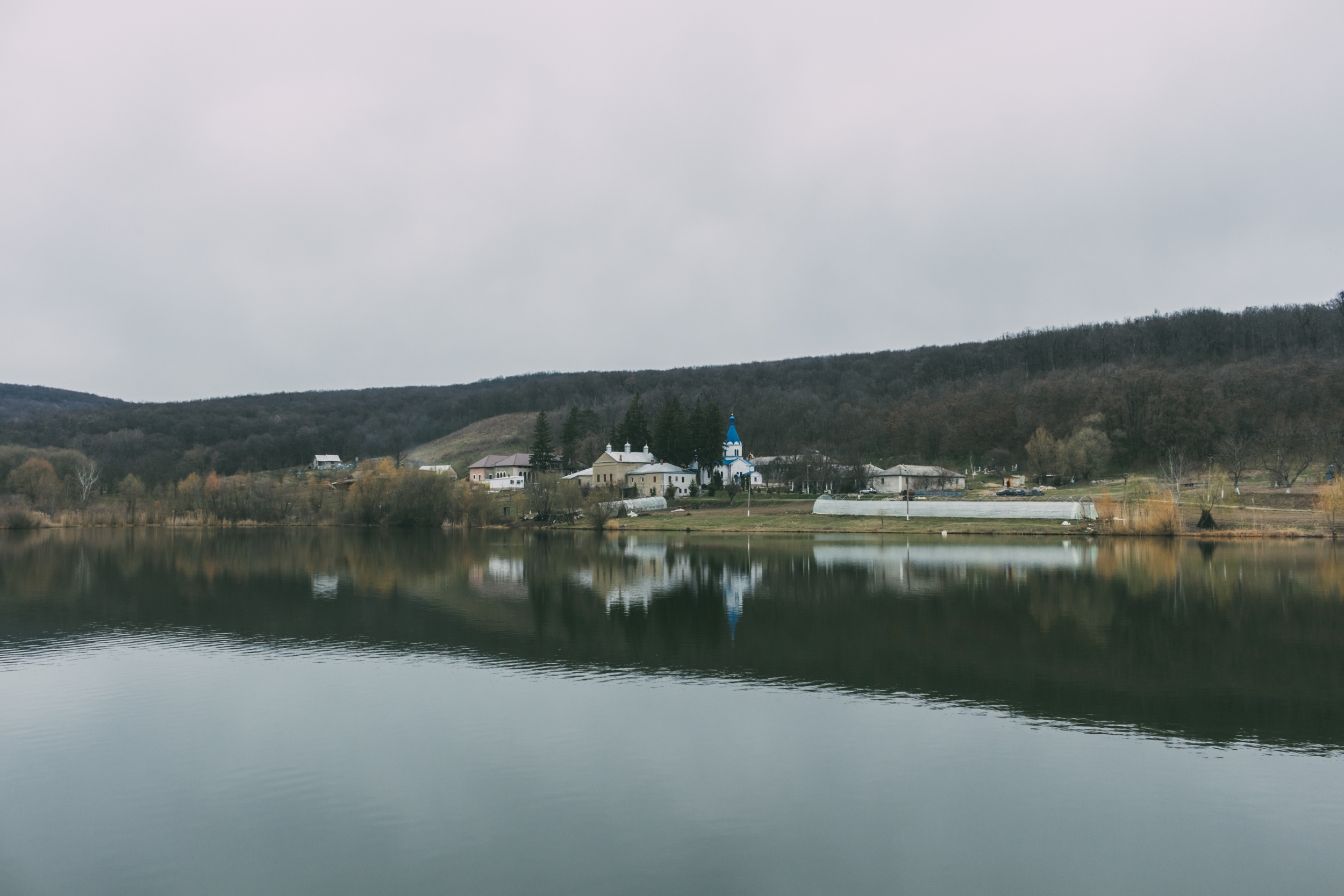

Unica icoană care sa păstrat este icoana făcătoare de minuni a Sf. Mare Mucenic Pantelimon cu părticică din ale lui sfinte moaște.Această icoană a fost dăruită de Episcopul Serafim (Ciciagov) de Chișinău și Hotin în anul1909.
După ce complexul monastic a fost închis, în anii 1960-1961 în clădirile mănăstirești a funcționat un spital pentru cei cu handicap fizic. Biserica de vară cu hramul Adormirea Maicii Domnului” a fost transformată în depozit pentru spital, unde se păstrau medicamentele, inventarul, iar în altar, – lengeria. În biserica de iarnă cu hramul ,,Sf. Nicolae” a fost instalat salonul pentru bolnavi.
După 1961 în incinta mănăstirii a funcționat un spital pentru cei cu handicap mintal. Conducerea spitalului a dispus nivelarea cimitirului mănăstirii. În pronausul bisericii de vară a funcționat un magazin.
Pentru a șterge din memoria oamenilor orice credință în Dumnezeu, în acești ani comuniștii au adus între pereții mănăstirii spitalul de psihiatrie.  Acest spital a funcționat până în iulie 1992.
La 8 septembrie 1992 mănăstirea de călugări Țigănești a fost reînființată. Complexul monastic se afla în stare foarte devastată, deoarece nu a mai fost reparat de la închidere. Dar lucrătorii spitalului, rămânând fără serviciu, au furat din mănăstire tot ce au putut, distrugand complexul. În biserica de vară ploua din cauza acoperișului vechi, pereții bisericii aveau multe crăpături. Chiliile și alte clădiri din mănăstire necesitau reparație capitală.
Primul stareț al mănăstirii Țigănești, a fost arhimandritul Artemie Bocșa, venit de la mănăstirea Căpriana în 1992, care s-a aflat aici până în anul 1994.
Din 1994 până în 1997 a fost stareț Arhimandritul Donat (în lume Gheorghe Boubătrân).
De pe 09/12/1997 a fost numit cu decret Mitropolitan în funcție de starețIeromonahul Irinarh (Costru), care din Mila și cu Ajutorul lui Dumnezeu mai bine de 15 ani este stareț al acestei mănăstirii.
În anul 1998 au fost finisate lucrările de reparație a bisericii de vara cu hramul ,,Adormirea Maicii Donmului,,. Biserica este realizată în stil rusesc, având planul dreptunghiular, de dimensiuni mici. Are doua turle în stil gotic, una de-asupra tindei și alta de-asupra naosului. Absidele laterale sunt puțin evidențiate. Interiorul bisericii are delimitări tradiționale. Plafonul bisericii are o forma boltită. În partea superioară a pronaosului se află cafastrul.
La moment pe teritoriul mănăstirii funcțonează 3 biserici. A treia biserică a fost înălâată în anul 2009 în cinstea icoanei făcatoare de minuni a Maicii Monmului ,,Izvorul Tămăduirilor,, în clădirea de de-asupra izvorului.
Mănăstirea are o bibliotecă de cărți, între care sunt și cărți vechi de peste o sută de ani.

## Galerie

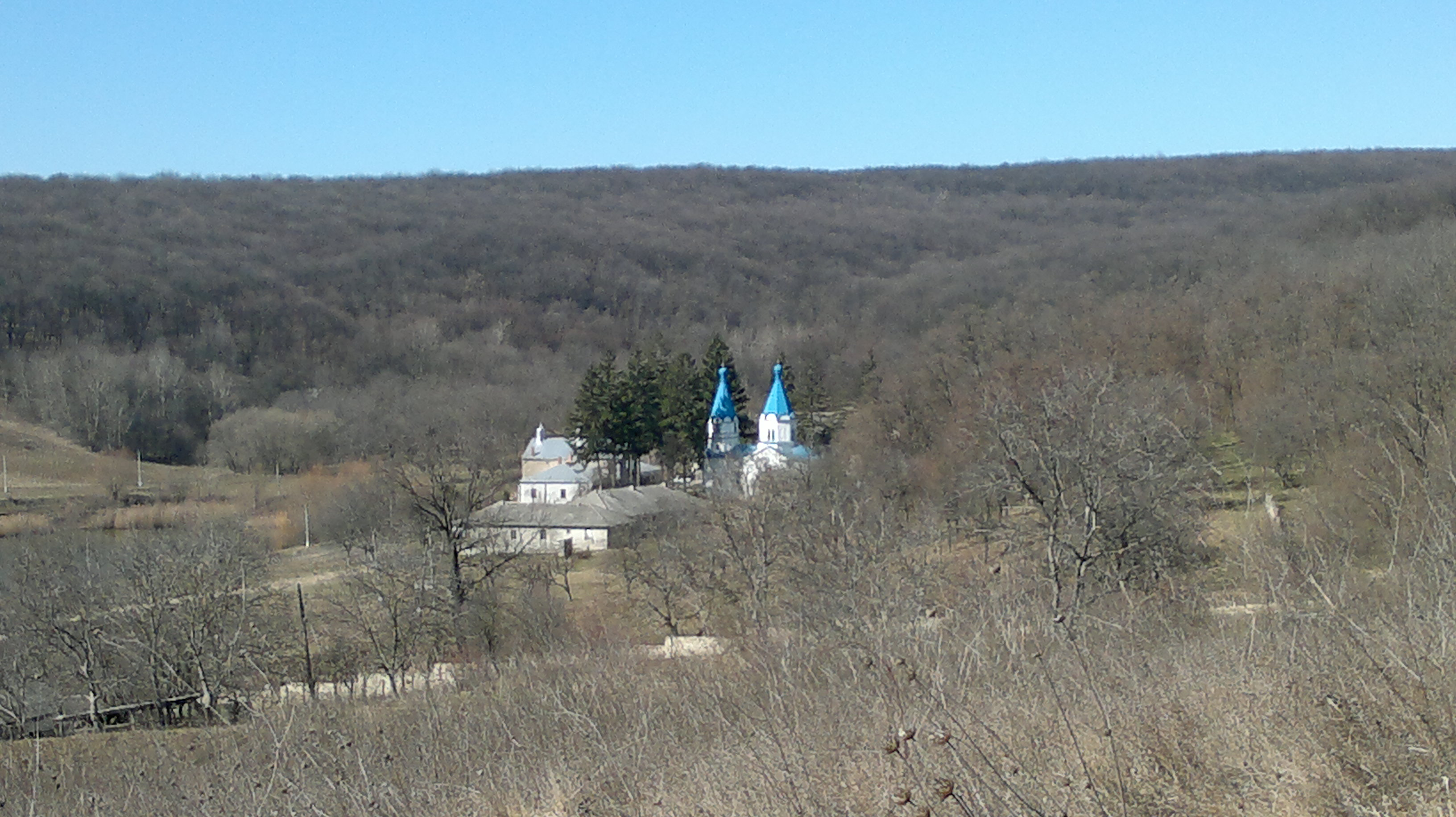
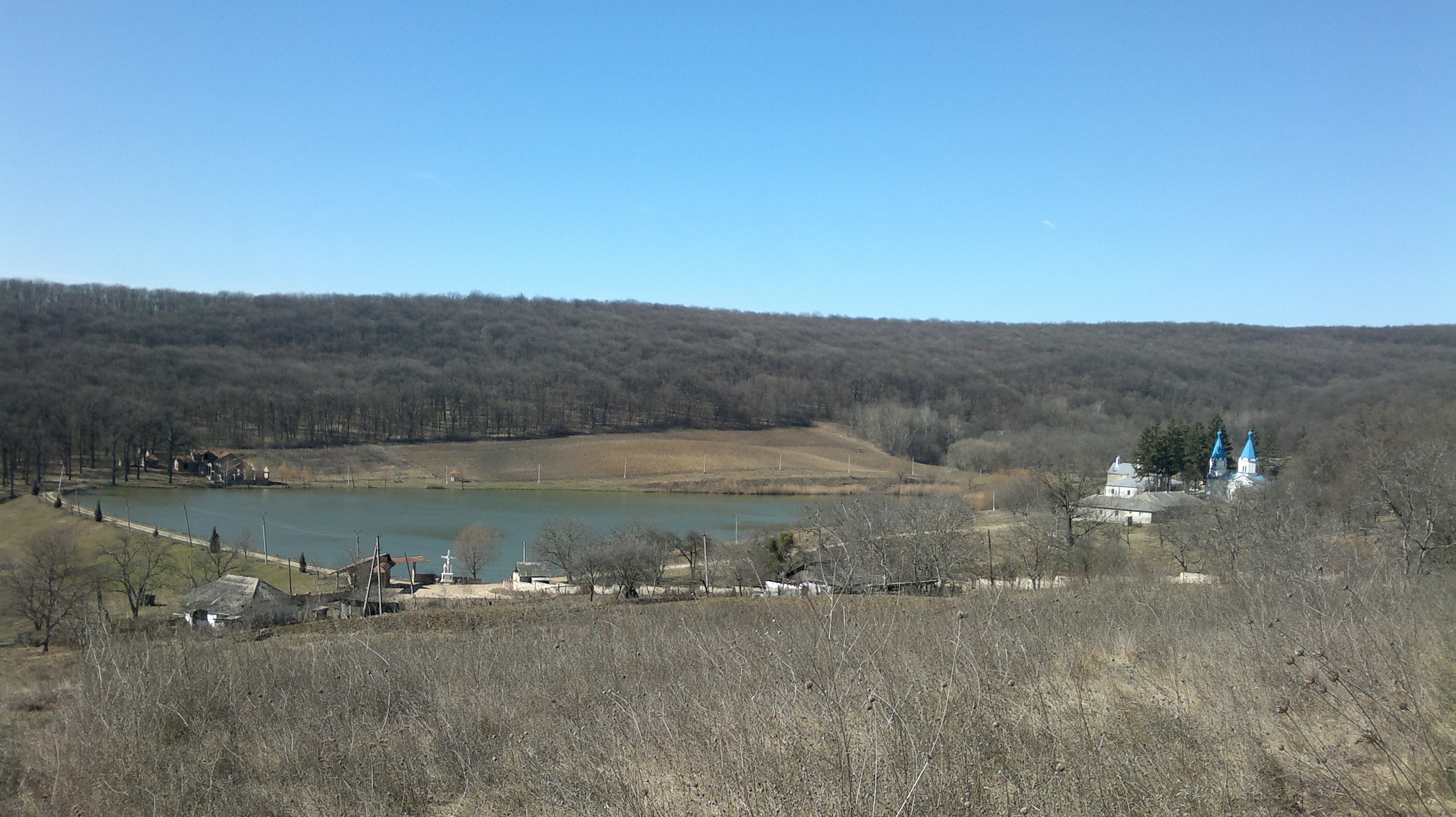
Peisaj adiacent
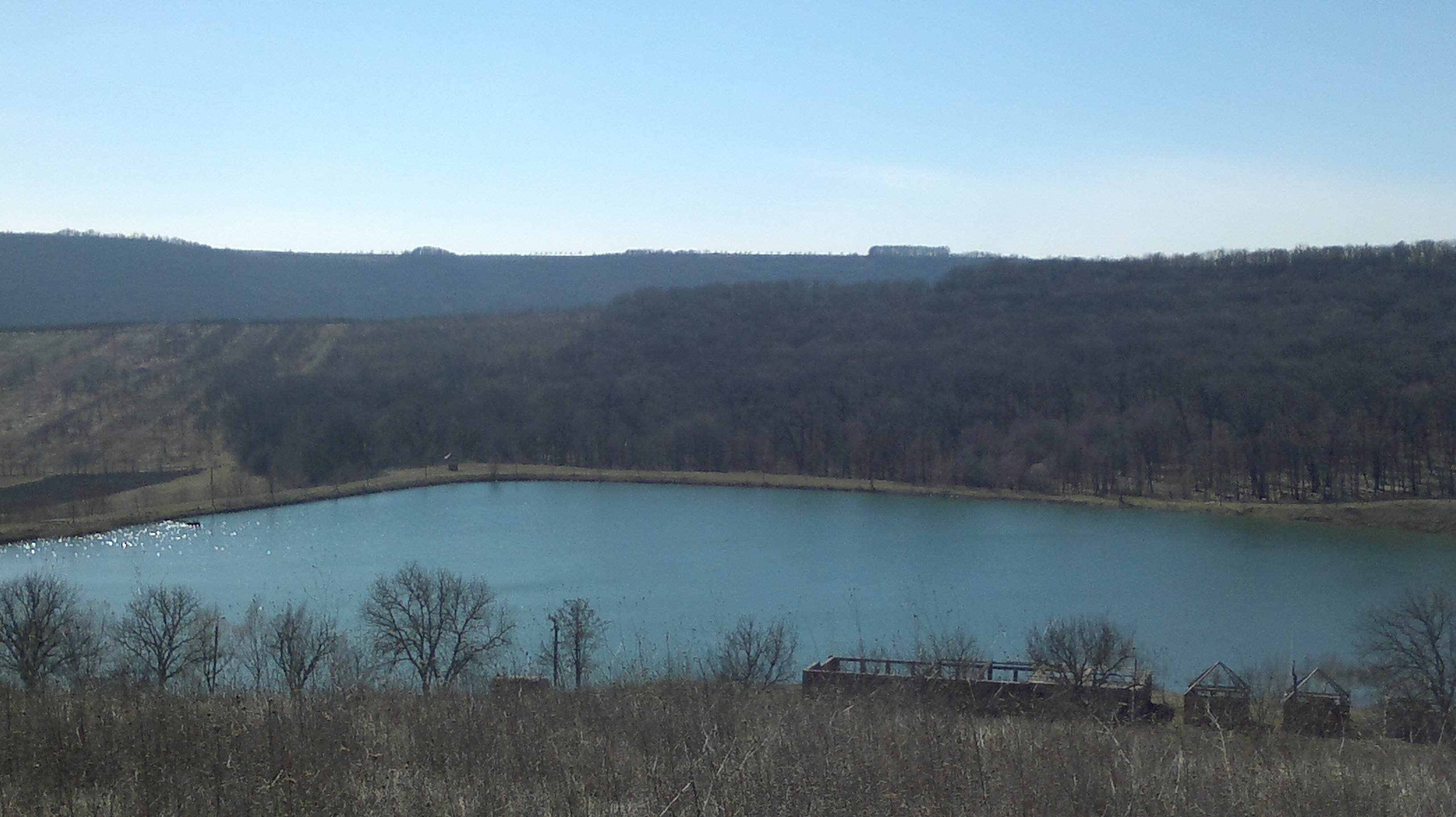
Lacul mănăstirii
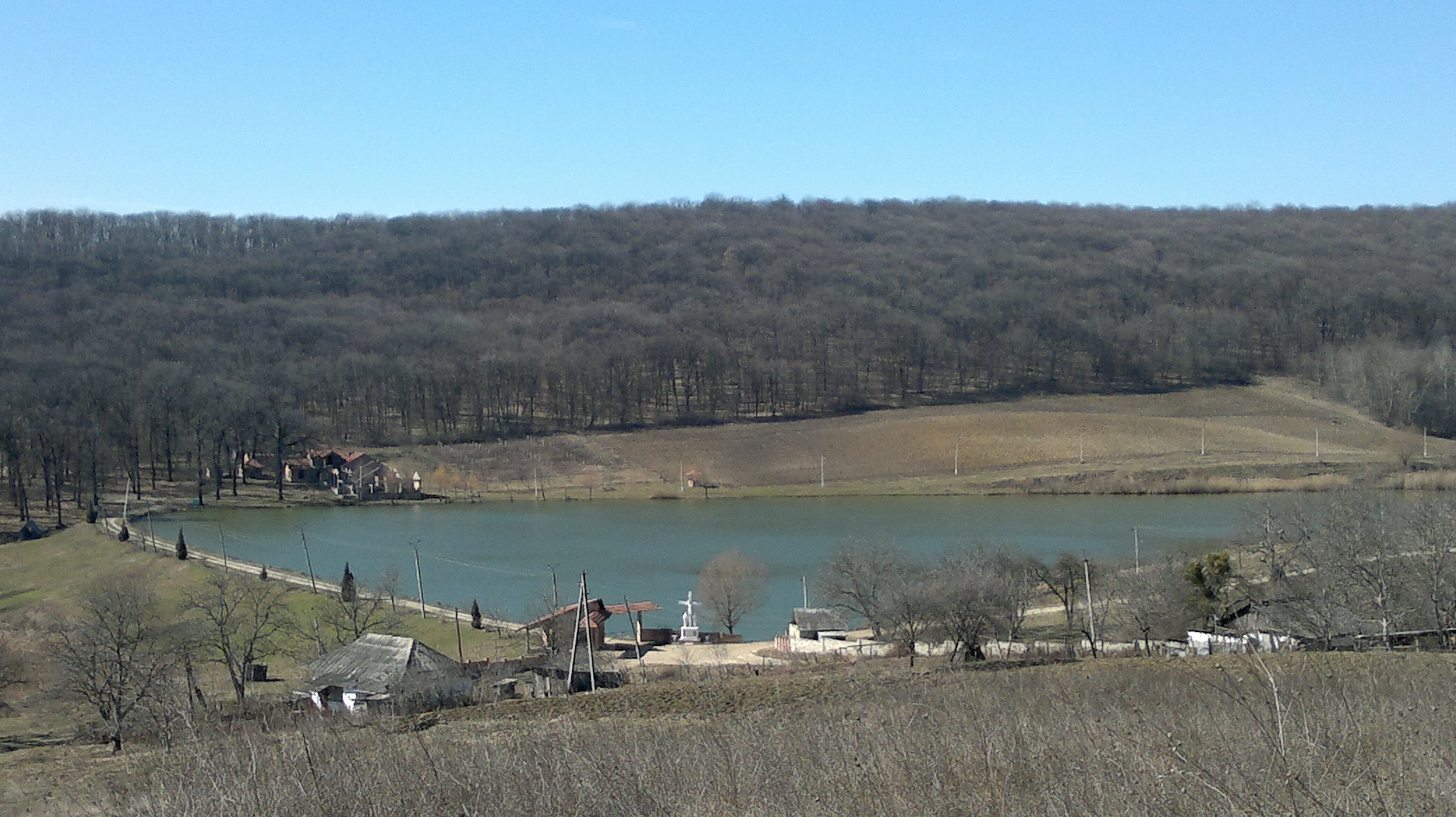
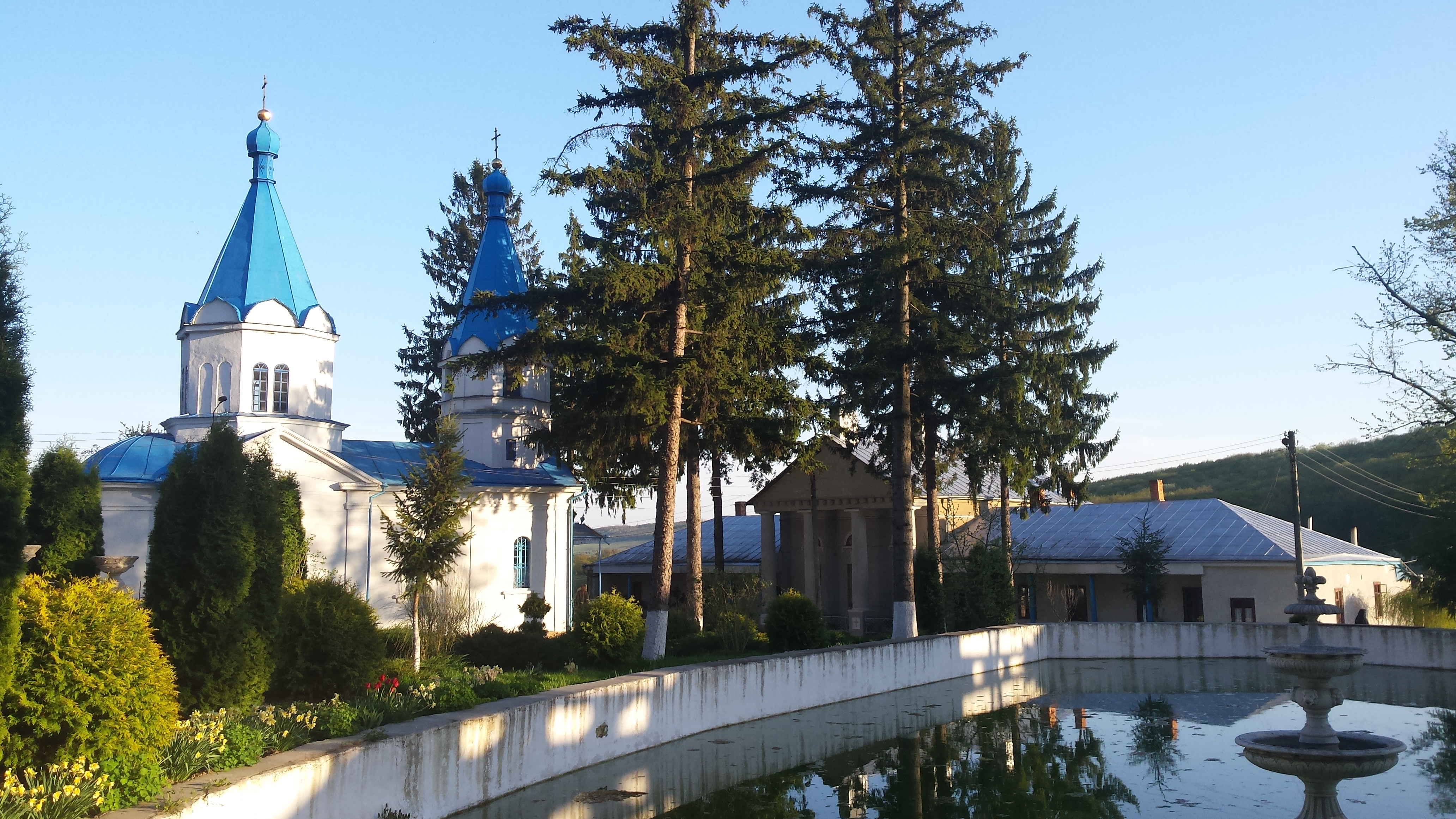
Biserica de vară
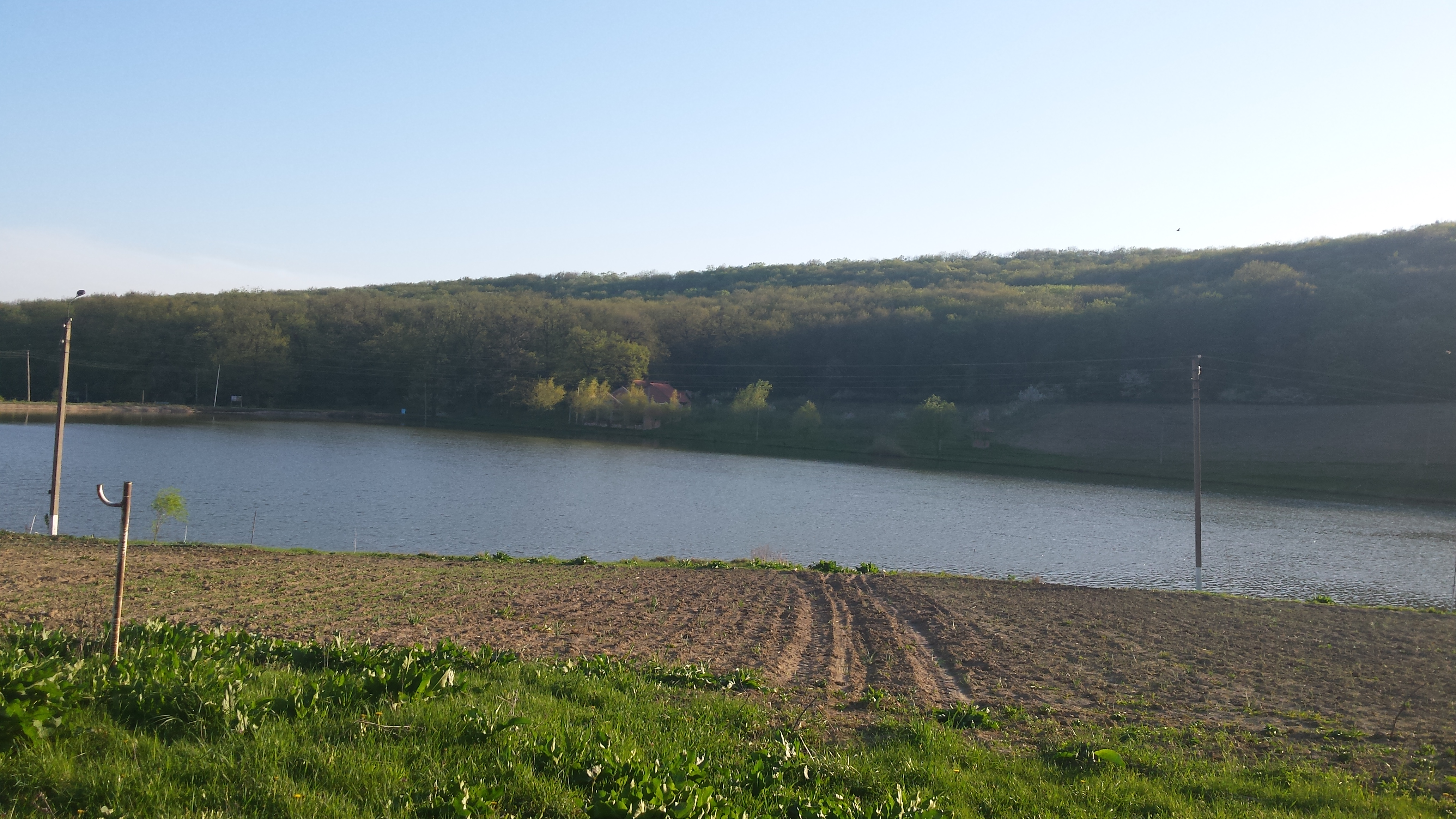
Lemnăritul este practicat pe larg de către călugări